# Vestvorren
Vestvorren är en bergstopp i Antarktis. Den ligger i Östantarktis. Norge gör anspråk på området. Toppen på Vestvorren är 1 918 meter över havet.
Terrängen runt Vestvorren är varierad. Trakten är obefolkad. Det finns inga samhällen i närheten. 